# Ga Tiên An
Ga Tiên An là một nhà ga xe lửa tại huyện Vĩnh Linh, tỉnh Quảng Trị. Nhà ga là một điểm của đường sắt Bắc Nam và nối với ga Sa Lung với ga Hà Thanh.

## Các tuyến
- Đường sắt Bắc Nam